# Powiat de Złotoryja
Le powiat de Złotoryja (en polonais powiat złotoryjski) est un powiat appartenant à la Voïvodie de Basse-Silésie dans le sud-ouest de la Pologne.

## Division administrative
Le powiat comprend 6 communes :
- communes urbaines : Wojcieszów, Złotoryja
- commune urbaine-rurale : Świerzawa
- communes rurales : Pielgrzymka, Zagrodno, Złotoryja